# Jonathan Goncalves
Jonathan Goncalves (Annecy, Francia; 25 de enero de 1989) es un exfutbolista francés. Jugaba de defensa central y pasó toda su carrera en el FC Annecy.

## Trayectoria
Descendiente de portugueses, Goncalves comenzó su carrera en 1998 en el FC Annecy en la Liga departamental, novena división del país. Promovido al primer equipo en 2011, formó parte de la azaña del club en lograr el ascenso a la Ligue 2 logrando el segundo lugar en el Championnat National 2021-22. El 22 de julio de 2022, a los 33 años firmó su primer contrato profesional con el club, y debutó en la Ligue 2 el 2 de septiembre ante el FC Metz.
Anunció su retiro en 2024, pasando toda su carrera en el Annecy.

## Estadísticas
Actualizado al último partido disputado el 6 de abril de 2023.
| Club              | Div.          | Temporada     | Liga  | Liga  | Copas nacionales | Copas nacionales | Copas internacionales | Copas internacionales | Total | Total |
| Club              | Div.          | Temporada     | Part. | Goles | Part.            | Goles            | Part.                 | Goles                 | Part. | Goles |
| ----------------- | ------------- | ------------- | ----- | ----- | ---------------- | ---------------- | --------------------- | --------------------- | ----- | ----- |
| Annecy FC Francia | 5.ª           | 2015-16       | 22    | 1     | 2                | 0                | —                     | —                     | 24    | 1     |
| Annecy FC Francia | 4.ª           | 2016-17       | 27    | 1     | 0                | 0                | —                     | —                     | 27    | 1     |
| Annecy FC Francia | 4.ª           | 2017-18       | 8     | 1     | 0                | 0                | —                     | —                     | 8     | 1     |
| Annecy FC Francia | 4.ª           | 2018-19       | 11    | 0     | 0                | 0                | —                     | —                     | 11    | 0     |
| Annecy FC Francia | 4.ª           | 2019-20       | 20    | 3     | 1                | 0                | —                     | —                     | 21    | 3     |
| Annecy FC Francia | 3.ª           | 2020-21       | 24    | 1     | 3                | 0                | —                     | —                     | 27    | 1     |
| Annecy FC Francia | 3.ª           | 2021-22       | 30    | 1     | 0                | 0                | —                     | —                     | 30    | 1     |
| Annecy FC Francia | 2.ª           | 2022-23       | 6     | 0     | 5                | 0                | —                     | —                     | 11    | 0     |
| Annecy FC Francia | Total club    | Total club    | 148   | 8     | 11               | 0                | 0                     | 0                     | 159   | 8     |
| Total carrera     | Total carrera | Total carrera | 148   | 8     | 11               | 0                | 0                     | 0                     | 0     | 8     |